# ABBA – A film
Az ABBA – A film (eredeti cím: ABBA: The Movie) 1977-ben bemutatott, fiktív elemekkel vegyített dokumentumfilm az ABBA zenekar ausztrál turnéjáról. A Lasse Hallström rendezésében készült film kultuszfilm lett a rajongók körében. Hallström több videóklipet is rendezett már a csapatnak. A film kiadása egybeesett az 5. stúdióalbum, az ABBA: The Album megjelenésével, és számos dalt is tartalmaz a koncertről, köztük a "Get on the Carousel" című szerzeményt, mely csak itt jelent meg.

## Cselekmény
A film Ashley Wallace (Robert Hughes) rádiós DJ történetét mutatja be, aki a Radio 2TW-nél dolgozik, járja az országot, és egy nyugati showműsort mutat be. Ashleyt főnöke (Bruce Barry) egy interjúra küldi, bár ő még soha nem készített interjút (ez később kudarcba is fullad, mert elfelejti magával vinni belépőkártyáját), így koncertjegyet sem tud vásárolni. Ashley követi magnetofonjával az ABBA-t, Sydney-ből Perthbe, majd Adelaiden át Melbournebe. Többször megpróbál az együttes közelébe férkőzni, de a testőr (Tom Oliver) megakadályozza ebben. A filmben Ashley a rajongókat kérdezi meg, miért szeretik az együttest, több pozitív nyilatkozat is elhangzik, majd egy 12 éves rajongó azt nyilatkozza: az együttes most abszolút a csúcson van.
Végül Ashleynek szerencséje lesz és Stig Anderson megszervezi neki az interjút az együttes tagjaival a szálloda előcsarnokában, illetve bejuttatja az esti koncertre. Ashley elalszik és nem jelenik meg az interjún. A riporter ezután feladja a reményt az ABBA-val való találkozásra, de a liftbe lépve találkozik a tagokkal. Itt adnak interjút neki, majd elhagyja Melbourne-t, hogy idejében megjelenjen a rádióban. Ashley jelen van, amikor az ABBA elhagyja Ausztráliát és Európába repül. Taxiba száll és az interjút a kocsi hátsó ülésén vágja össze, majd a rádiós sugárzáskor hallhatja meg az interjút a rádióhallgatókkal együtt.

## Szereplők
- Benny Andersson – önmaga
- Björn Ulvaeus – önmaga
- Agnetha Fältskog – önmaga
- Anni-Frid Lyngstad – önmaga
- Stig Anderson – önmaga
- Richard Norton – önmaga, testőr, fitness edző
- Robert Hughes – Ashley Wallace
- Bruce Barry – rádióállomás főnök
- Tom Oliver – testőr, bártender, taxisofőr

## A koncerten elhangzott dalok
- "Tiger
- "SOS."
- "Money, Money, Money"
- "He Is Your Brother"
- "Intermezzo No. 1"
- "Waterloo"
- "Mamma Mia"
- "Rock Me"
- "I've Been Waiting For You"
- "The Name Of The Game"
- "Why Did It Have to Be Me?"
- "When I Kissed the Teacher"
- "Get on the Carousel"
- "I'm a Marionette"
- "Fernando"
- "Dancing Queen"
- "So Long"
- "Eagle"
- "Thank You for the Music"
- A "Hole in Your Soul" című dal bevezetőjével kezdődik a koncert, de maga a dal nem szerepel a filmben.
- A "Knowing Me, Knowing You", valamint a "Dum Dum Diddle" című dalok is felcsendülnek a filmben, amikor Ashley elakad egy forgalmi dugóban. Valószínűleg egy másik autó rádiójából hallatszanak a dalok.
- A "Ring Ring" című dal nem hangzik el az ABBA előadásában, a balettosztály tagjai éneklik el, miközben Ashley interjút készít.
- A filmben elhangzanak még olyan svéd dalok is (Benny Andersson előadásában zongorán), mint a "Johan på Snippen" és "Polkan går".
- Ashley a filmben countrydalokat hallgat, majd a rádióban lejátssza Björn és Benny  "Please Change Your Mind" című 1970-es évekbeli dalát, melyet a Nashville Train ad elő. A dalt a svéd együttes szintén felvette saját változatában, 1977-ben az "Our Way" című albumára.

## A film készítése
Hallström a film forgatókönyve alapján Ausztráliába utazott, ahol kezdetben 16 mm-es filmet kellett használnia a felvételkor, majd a gyártók a 35 mm-es Panavision technológiára tértek át, így erre kellett forgatnia.
Többnyire Ausztráliában forgatták a film jeleneteit, bár vettek fel jeleneteket Svédországban is, ami a felvételeket látszik és észrevehetően eltér az ausztrál környezettől.

## Bemutató
A film 1977 decemberében jelent meg,  több kelet-európai országban is bemutatták, köztük a Szovjetunió két moszkvai filmszínházában.
A filmet eddig négy alkalommal jelentették meg: először egylemezes DVD-n, majd egy speciális kiadású DVD-n, majd Blu-ray lemezen és egy HD DVD-n is. A fenti kiadások bónuszokat is tartalmaztak, beleértve a digitális felújításokat is, melyet 2005. október 2-án jelentettek meg Ausztráliában.
2008 júliusában és augusztusában, a Mamma Mia! bemutatójának évében újból vetítették a filmet több európai országban, mint például az Egyesült Királyságban, Írországban, Hollandiában, Norvégiában, Németországban és Ausztriában. Az Amerikai Egyesült Államokban is műsorra került.